# Here We Go Again Tour
L'Here We Go Again Tour è il settimo tour da solista della cantante Cher, a supporto dell'album Dancing Queen (2018).
È iniziato a Auckland il 21 settembre 2018 ed è terminato a Sacramento il 6 maggio 2020. Con questi concerti, la cantante ha portato nuovamente un tour fuori dagli Stati Uniti dopo ben 13 anni, ossia dal Living Proof: The Farewell Tour (2002/2005).

## Scaletta
La scaletta è rappresentativa della data di Auckland del 21 settembre 2018, non di tutte le date del tour
1. Woman's World
2. Strong Enough
3. Gayatri Mantra
4. All or Nothing
5. The Beat Goes On
6. I Got You Babe
7. Gypsys, Tramps & Thieves
8. Dark Lady
9. Half Breed
10. Welcome to Burlesque
11. Waterloo
12. S.O.S.
13. Fernando
14. After All
15. Walking in Memphis
16. The Shoop Shoop Song (It's in His Kiss)
17. I Found Someone
18. If I Could Turn Back Time
19. Believe

### Variazioni
- Nella prima leg nordamericana, Gypsys, Tramps & Thieves, Dark Lady e Half Breed non vennero eseguite.

## Date
| Date              | Città             | Paese         | Luogo                                |
| Oceania           | Oceania           | Oceania       | Oceania                              |
| ----------------- | ----------------- | ------------- | ------------------------------------ |
| 21 settembre 2018 | Auckland          | Nuova Zelanda | Spark Arena                          |
| 22 settembre 2018 | Auckland          | Nuova Zelanda | Spark Arena                          |
| 26 settembre 2018 | Newcastle         | Australia     | Newcastle Entertainment Centre       |
| 28 settembre 2018 | Brisbane          | Australia     | Brisbane Entertainment Centre        |
| 29 settembre 2018 | Brisbane          | Australia     | Brisbane Entertainment Centre        |
| 3 ottobre 2018    | Melbourne         | Australia     | Rod Laver                            |
| 5 ottobre 2018    | Melbourne         | Australia     | Rod Laver                            |
| 6 ottobre 2018    | Melbourne         | Australia     | Rod Laver                            |
| 9 ottobre 2018    | Adelaide          | Australia     | Adelaide Entertainment Centre        |
| 12 ottobre 2018   | Perth             | Australia     | RAC Arena                            |
| 16 ottobre 2018   | Wollongong        | Australia     | WIN Entertainment Centre             |
| 18 ottobre 2018   | Sydney            | Australia     | Qudos Bank Arena                     |
| 20 ottobre 2018   | Sydney            | Australia     | Qudos Bank Arena                     |
| 21 ottobre 2018   | Sydney            | Australia     | ICC Sidney Theatre                   |
| Nord America      |                   |               |                                      |
| 17 gennaio 2019   | Estero            | Stati Uniti   | Hertz Arena                          |
| 19 gennaio 2019   | Sunrise           | Stati Uniti   | BB&T Center                          |
| 21 gennaio 2019   | Orlando           | Stati Uniti   | Amway Center                         |
| 23 gennaio 2019   | Jacksonville      | Stati Uniti   | Jacksonville Veterans Memorial Arena |
| 25 gennaio 2019   | Duluth            | Stati Uniti   | Infinite Energy Arena                |
| 27 gennaio 2019   | Raleigh           | Stati Uniti   | PNC Arena                            |
| 29 gennaio 2019   | Charlotte         | Stati Uniti   | Spectrum Center                      |
| 31 gennaio 2019   | Nashville         | Stati Uniti   | Bridgestone Arena                    |
| 2 febbraio 2019   | Biloxi            | Stati Uniti   | Mississippi Coast Coliseum           |
| 4 febbraio 2019   | Louisville        | Stati Uniti   | KFC Yum! Center                      |
| 6 febbraio 2019   | Cleveland         | Stati Uniti   | Quicken Loans Arena                  |
| 8 febbraio 2019   | Chicago           | Stati Uniti   | United Center                        |
| 10 febbraio 2019  | Columbus          | Stati Uniti   | Nationwide Arena                     |
| 12 febbraio 2019  | Detroit           | Stati Uniti   | Little Caesars Arena                 |
| 14 febbraio 2019  | Indianapolis      | Stati Uniti   | Bankers Life Fieldhouse              |
| 18 aprile 2019    | Pittsburgh        | Stati Uniti   | PPG Paints Arena                     |
| 20 aprile 2019    | Filadelfia        | Stati Uniti   | Wells Fargo Center                   |
| 22 aprile 2019    | Toronto           | Canada        | Scotiabank Arena                     |
| 24 aprile 2019    | Ottawa            | Canada        | Canadian Tire Centre                 |
| 26 aprile 2019    | Buffalo           | Stati Uniti   | KeyBank Center                       |
| 28 aprile 2019    | Boston            | Stati Uniti   | TD Garden                            |
| 30 aprile 2019    | Springfield       | Stati Uniti   | MassMutual Center                    |
| 2 maggio 2019     | Brooklyn          | Stati Uniti   | Barclays Center                      |
| 3 maggio 2019     | Newark            | Stati Uniti   | Prudential Center                    |
| 8 maggio 2019     | Grand Rapids      | Stati Uniti   | Van Andel Arena                      |
| 10 maggio 2019    | St. Louis         | Stati Uniti   | Enterprise Center                    |
| 12 maggio 2019    | Milwaukee         | Stati Uniti   | Fiserv Forum                         |
| 14 maggio 2019    | Omaha             | Stati Uniti   | CHI Health Center Omaha              |
| 16 maggio 2019    | Sioux Falls       | Stati Uniti   | Denny Sanford Premier Center         |
| 18 maggio 2019    | Saint Paul        | Stati Uniti   | Xcel Energy Center                   |
| 23 maggio 2019    | Saskatoon         | Canada        | SaskTel Centre                       |
| 25 maggio 2019    | Edmonton          | Canada        | Rogers Place                         |
| 28 maggio 2019    | Calgary           | Canada        | Scotiabank Saddledome                |
| 30 maggio 2019    | Vancouver         | Canada        | Rogers Arena                         |
| Europa            |                   |               |                                      |
| 26 settembre 2019 | Berlino           | Germania      | Mercedes-Benz Arena                  |
| 28 settembre 2019 | Anversa           | Belgio        | Sportpaleis                          |
| 30 settembre 2019 | Amsterdam         | Paesi Bassi   | Ziggo Dome                           |
| 3 ottobre 2019    | Monaco            | Germania      | Olympiahalle                         |
| 5 ottobre 2019    | Colonia           | Germania      | Lanxess Arena                        |
| 7 ottobre 2019    | Vienna            | Austria       | Wiener Stadthalle                    |
| 9 ottobre 2019    | Zurigo            | Svizzera      | Hallenstadion                        |
| 11 ottobre 2019   | Mannheim          | Germania      | SAP Arena                            |
| 13 ottobre 2019   | Amburgo           | Germania      | Barclaycard Arena                    |
| 15 ottobre 2019   | Copenaghen        | Danimarca     | Royal Arena                          |
| 17 ottobre 2019   | Stoccolma         | Svezia        | Friends Arena                        |
| 20 ottobre 2019   | Londra            | Regno Unito   | The O2 Arena                         |
| 21 ottobre 2019   | Londra            | Regno Unito   | The O2 Arena                         |
| 24 ottobre 2019   | Manchester        | Regno Unito   | Manchester Arena                     |
| 26 ottobre 2019   | Birmingham        | Regno Unito   | Arena Birmingham                     |
| 28 ottobre 2019   | Glasgow           | Regno Unito   | The SSE Hydro                        |
| 30 ottobre 2019   | Leeds             | Regno Unito   | First Direct Arena                   |
| 1º novembre 2019  | Dublino           | Irlanda       | 3Arena                               |
| 3 novembre 2019   | Belfast           | Regno Unito   | SSE Arena                            |
| Nord America      |                   |               |                                      |
| 19 novembre 2019  | Portland          | Stati Uniti   | Moda Center                          |
| 21 novembre 2019  | San Francisco     | Stati Uniti   | Chase Center                         |
| 23 novembre 2019  | Phoenix           | Stati Uniti   | Gila River Arena                     |
| 25 novembre 2019  | Denver            | Stati Uniti   | Pepsi Center                         |
| 27 novembre 2019  | Chicago           | Stati Uniti   | United Center                        |
| 29 novembre 2019  | Toronto           | Canada        | Scotiabank Arena                     |
| 3 dicembre 2019   | New York          | Stati Uniti   | Madison Square Garden                |
| 6 dicembre 2019   | Filadelfia        | Stati Uniti   | Wells Fargo Center                   |
| 8 dicembre 2019   | Boston            | Stati Uniti   | TD Garden                            |
| 10 dicembre 2019  | Washington DC     | Stati Uniti   | Capital One Arena                    |
| 13 dicembre 2019  | New Orleans       | Stati Uniti   | Smoothie King Center                 |
| 15 dicembre 2019  | Houston           | Stati Uniti   | Toyota Center                        |
| 17 dicembre 2019  | San Antonio       | Stati Uniti   | AT&T Center                          |
| 19 dicembre 2019  | Dallas            | Stati Uniti   | American Airlines Center             |
| 6 marzo 2020      | El Paso           | Stati Uniti   | American Airlines Center             |
| 8 marzo 2020      | Edinburg          | Stati Uniti   | Bert Ogden Arena                     |
| 10 marzo 2020     | Bossier City      | Stati Uniti   | CenturyLink Center                   |
| 12 marzo 2020     | Oklahoma City     | Stati Uniti   | Chesapeake Energy Arena              |
| 14 marzo 2020     | North Little Rock | Stati Uniti   | Simmons Bank Arena                   |
| 16 marzo 2020     | Memphis           | Stati Uniti   | FedExForum                           |